# На краю Вселенной
«На краю́ Вселе́нной» (англ. Farscape) — австралийско-американский фантастический телевизионный сериал, телесериал снимался в Австралии при участии телекомпаний The Jim Henson Company и Hallmark Entertainment по заказу телеканала Sci Fi Channel. Пробная серия вышла на экраны 19 марта 1999 года.
Из запланированных пяти сезонов сериала было отснято только четыре. Позже сопродюсер Брайан Хенсон получил права на Farscape, чтобы снять продолжение в виде трёхчасового мини-сериала «На краю Вселенной: Битва за мир».
30 октября 1999 года в России начался показ телесериала на телеканале ТНТ. В эфир вышло три сезона телесериала. В 2005 году Российским телеканалом кабельного вещания Hallmark также был показан фильм «На краю Вселенной: Битва за мир».
В 2007 году были заявления о возвращении сериала в онлайн-формате. В 2019 году Amazon Prime Video выпустила обновленный Farscape, в том числе «На краю Вселенной: Битва за мир».

## История создания
В конце 1990-х годов компания «The Jim Henson Company», создатель кукол-маппетов (телешоу), решила попробовать создать такое шоу, которое во всей красе показало бы возможности «The Jim Henson Company», «Jim Henson’s Creature Shop» и всего, на что они способны. А потом, используя созданный материал, снять телесериал, который оказался бы на самом деле чем-то особенным. Отвечали за сериал, который в проекте носил название Космическая погоня, Рокни О’Бэннон и Брайан Хенсон.
В результате они объединили усилия с Рокни О’Бэнноном, создателем «Нации пришельцев» и «Подводной Одиссеи». Их задачей было взять всё, что знают и любят зрители в научно-фантастических сериалах, таких как «Звёздный путь» и «Вавилон-5», и направить это в новую сторону, закрутить сюжет из обычного русла во что-то полностью отличающееся от того, что зрители уже видели. Лишившись «научно-фантастичности», задумка в определённой мере удалась, и мир увидел сериал «На краю Вселенной».
Каждый эпизод сериала представляет собой самодостаточную историю и содержит моменты, отражающие более широкую сюжетную линию всего сериала. Почти весь актёрский состав — уроженцы из Австралии и Новой Зеландии, за исключением американца Бена Браудера. Персонажи сериала часто используют сленг, такой как «frell», «dren» и «hezmana», в качестве замены английских ругательств.

## Сюжет
Астронавт и учёный Джон Крайтон испытывали специальный космический аппарат, пытаясь найти подтверждение научной теории в пределах земной орбиты. Он собирался использовать силу гравитации Земли в качестве ускорителя. В случае успеха эксперимент мог стать первым шагом к осуществлению межзвёздных полётов.
Но во время эксперимента что-то пошло не так: внезапно появилась гравитационная волна или МВГП, и образовавшаяся из неё червоточина поглотила модуль. Провалившись в неё, модуль пронёсся через пространство и время и очутился на другом конце Вселенной, в самой гуще межзвёздного сражения беглецов-заключённых разных инопланетных рас и агрессивных себацианцев, как две капли воды похожих на людей и называющих себя «миротворцами».
До этого момента Крайтон ничего не знал о живых тюрьмах и вдруг оказался внутри одной из них, причём сбежавшей вместе с заключёнными. Живой космический корабль Мойя с разношерстной публикой на борту находится в бегах. А на хвосте — безжалостные космические боевики, которые лицемерно именуют себя миротворцами.
Крайтону предстояло сплотить представителей разных космических рас, которые волею судеб оказались «в одной лодке», и превратить эту шайку в настоящую команду, в экипаж корабля — левиафана Мойя.
Мойя имеет множество палуб и сотни залов. Её единственная защита — это ускоритель, действующий быстрее, чем скорость света. Он обволакивает Мойю звёздной пылью, и она мгновенно перемещается сквозь пространство, оказываясь в другой части Вселенной. Это называется «звёздный прыжок».
Крайтон и все эти причудливые создания составили настоящую сплочённую команду, которая вынуждена пережить множество приключений на своём пути.
Крайтон сразу наживает врага и приобретает друзей, ими становятся те самые беглые заключённые. Весь первый сезон Крайтон не снимает форму астронавта и только и делает, что ищет дорогу назад, в свой привычный мир.
На борту Мойи собрались: лаксианский воин Ka Д’Арго, дельвийская жрица Па’У Зото Заан, свергнутый Доминар Хайнирской Империи Райджел XVI, а также одна из миротворцев — Айрин Сун, позднее к ним присоединятся ещё два важных героя — Чиана и Старк.
Миротворцы высылают в погоню за беглецами множество истребителей-мародёров, но Мойя совершает звёздный прыжок и отрывается от преследователей, благодаря теории Крайтона.
Зажатый в плотное кольцо инопланетных существ, смертоносных технологий и преследуемый враждебно настроенной милитаристской расой, Крайтон начинает свою космическую одиссею.
Все четыре года странствий Джон стремится найти дорогу домой — обратно на Землю. Однако, когда, наконец, появляется такой шанс, Крайтон решает вернуться в глубокий космос, оставшись со своими преданными друзьями.
После четырёх лет смешанных чувств Крайтон и бывший миротворец Айрин Сун обручатся. Но галактика полна неприятелей и опасности, поэтому Джону и Айрин придётся бороться за мир и за своё счастье… Приключения продолжились осенью 2004 года в полнометражном фильме «На краю вселенной: Битва за мир». Фильм получил спорные оценки кинокритиков.

## В ролях
| Актёр           | Роль                                           |
| --------------- | ---------------------------------------------- |
| Бен Браудер     | Коммандер IASA Джонатан Роберт Крайтон-младший |
| Клаудия Блэк    | Айрин Сун                                      |
| Вирджиния Хей   | Па’У Зото Заан                                 |
| Энтони Симко    | Ka Д’Арго                                      |
| Джонатан Харди  | Доминар Хайнирской Империи Райджел XVI голос   |
| Джиджи Эджли    | Чиана                                          |
| Лэни Джон Тупу  | Байалар Крайс/Пилот                            |
| Пол Годдард     | Старк                                          |
| Уэйн Пигрэм     | Скорпиус/Харви                                 |
| Тэмми Макинтош  | Джулушко Тунай Фэнта Ховалис                   |
| Рэйли Хилл      | Сикозу Свала Шанти Сугайши Шану                |
| Мелисса Джэффер | Юту-Норанти Пралатонг                          |

## Сезоны
С 19 марта 1999 года по 21 марта 2004 года на экраны вышло 4 сезона (88 эпизодов) и мини-сериал, состоящий из двух полуторачасовых серий.

## Награды
В период с 2000 по 2002 год Farscape получил три премии «Сатурн» за лучший сериал для кабельного ТВ и одну — лучшему телевизионному актёру (которую вручили Браудеру). Кроме того, в 1999 году две актрисы сериала были номинированы на премию Сатурн как лучшую телевизионную актрису (Клаудия Блэк) и лучшую женскую роль второго плана на телевидении (Вирджиния Хей). В 2002 году Клаудия Блэк также была номинирована как лучшая телевизионная актриса, а Энтони Симко и Джиджи Эджли были номинированы как лучшие телевизионные актёры второго плана.
14 июля 2005 года «На краю Вселенной: Битва за мир» получил номинацию на прайм-таймовую премию «Эмми» за визуальные эффекты для мини-сериала, фильма или специального выпуска. В 2004 и 2007 годах Farscape занимал 4-е место в рейтинге лучших культовых шоу по версии TV Guide.
В 2012 году Entertainment Weekly поместил шоу на 22-е место в «25 лучших культовых телешоу за последние 25 лет», назвав его «одной из самых трогательных космических саг за всю историю, с частью эпизодов, происходящих в подсознании Крайтона».
EmpireOnline отметил проект, поставив его на 45-е место в рейтинге «50 величайших телешоу всех времен» в феврале 2013 года.

## Закрытие сериала
В сентябре 2002 года, незадолго до того, как первая половина четвёртого сезона вышла в эфир, руководство Sci-Fi Channel (в то время принадлежавший Vivendi Universal) приняло решение закрыть шоу, и прекратить финансирование производства пятого сезона. Причиной этого стали низкие рейтинги четвёртого сезона, которые не могли оправдать больших расходов на съёмки. В DVD-фильме о сериале, выпущенном в 2010 году, в эпизоде «Save Farscape» показано, как Хенсон, Кемпер и Бен Браудер объявили закрытии сериала во время онлайн-чата с фанатами, которые затем в течение нескольких часов пытались организовать кампанию для возвращения шоу или по переносу его в другую сеть вещания. Планы по разбору декораций сериала вследствие его закрытия были отложены отчасти в результате фанатской кампании. Декорации были помещены на хранение в ожидании возможного будущего возвращения шоу.
Карикатурист Билл Аменд, создатель комикса FoxTrot, использовал новость о закрытии сериала в выпуске от 8 октября 2002 года, в котором персонаж Джейсон Фокс подаёт прошение о продолжении научно-фантастического сериала Farscape. Вскоре после того, как выпуск комикса поступил в продажу, Аменд заметил, что он «не получал больше электронных писем от читателей, как реакцию на что-либо ещё, что я делал в прошлом. Я понятия не имел, что так много людей владеют компьютерами, и, содрогаясь, думал о том как в этот момент должны быть заполнены почтовые ящики на Sci-Fi Channel».
В DVD-релизе 2010 года включены кадры, на которых продюсер Дэвид Кемпер обращается к актёрскому составу в последний день съёмок. На них он зачитывает черновик колонки для TV Guide. В ней критик Мэтт Руша пишет, что, по его мнению, преждевременное закрытие Farscape будет рассматриваться будущими поколениями в том же свете, в каком поклонники научной фантастики относятся к закрытию NBC оригинального Star Trek в 1969 году.
Закрытие Farscape получило значительное внимание со стороны средств массовой информации. Благодаря этому, а также фанатской активности, различные финансовые спонсоры в Европе предложили свою поддержку Брайану Хенсону, и в 2004 году The Jim Henson Company выпустила трёхчасовой мини-сериал, чтобы завершить сюжетную линию Farscape под названием «На краю Вселенной: Битва за мир».

## Отзывы
Сериал вышел в эфир в то время, когда внимание к Star Trek снижалось. Farscape, как и более поздние Светлячок и Звёздный крейсер «Галактика», был проектом, ориентированным на космическую тематику, который стремился дистанцироваться от формулы Star Trek. В Farscape главный герой постоянно обращается к поп-культуре, а его команда состоит из разнородного состава криминальных элементов. К тому же сериал начинался как собрание относительно несвязанных эпизодов, но в более поздних сезонах оформился в сложный сюжет с плотной мифологией. Некоторые рецензенты, такие как The A.V. Club, высоко оценили аниматронные эффекты. Другие, такие как Entertainment Weekly, изначально были отпугнуты как наличием кукол, изображающих космических монстров, так и шоу в целом. Space.com назвал его «непохожим ни на что, что было до него… смелым, блестящим и немного сумасшедшим». По мнению Vice, шоу опередило своё время с точки зрения феминистской научной фантастики.
Джеймс Ганн назвал Farscape источником вдохновения для своих фильмов «Стражи Галактики».

## Веб-эпизоды
15 июля 2007 года было объявлено о возвращении Farscape в виде 10 эпизодов, которые будут размещены в сети. Ожидалось, что эпизоды, длительностью в несколько минут, в последующем могут транслироваться на канале Sci Fi. Веб-эпизоды должны были быть запущены ещё осенью 2007 года. В интервью TV Guide Брайан Хенсон заявил, что веб-эпизоды будут длиться 3-6 минут, а их персонажем может стать сын Джона и Эрин, Д’Арго Сан-Крайтон. TV Guide также сообщил, что Бен Браудер ведёт переговоры о том, чтобы принять участие в веб-эпизодах. Sci-Fi Wire сообщила, что Брайан Хенсон и Рокни О’Бэннон займутся сценарием для эпизодов.
Несколько новостных источников сообщали, что веб-сериал может способствовать возрождению сериала в эфире, но генеральный менеджер Sci Fi Дэйв Хоу заявил, что никаких планов по возрождению шоу нет. Брайан Хенсон выражал надежду на то, что веб-эпизоды смогут запустить процесс создания телевизионного сиквела.
На Конвенции Farscape в ноябре 2007 года Рокни О’Бэннон заявил, что веб-эпизоды, вероятно, будут выпущены в 2008 году. Звезда сериала Бен Браудер сказал SCI FI Wire, что он с нетерпением ждёт возвращения роли астронавта Джона Крайтона в веб-эпизодах. Но забастовка гильдии сценаристов 2008 года помешала планам, за чем последовало уточнение Браудера о том, что ещё слишком рано предполагать в какой степени он будет задействован в веб-проекте. Он заявил, что у него была краткая беседа с Хенсоном о веб-сериале на прошлогоднем Comic-Con International в Сан-Диего: «Ко мне ещё не обращались с какой-либо конкретикой, и я ничего не читал об этом. Но на Comic-Con мы с Брайаном обсудили это и он сказал: „Да, мы все ещё думаем над этим“. Сразу после этого случилась забастовка сценаристов … и многие проекты были приостановлены, и пройдет некоторое время, прежде чем работа над ними начнётся снова».
На Comic Con 2008 Рокни О’Бэннон объявил, что продолжающаяся серия комиксов Farscape будет связана с предстоящими веб-эпизодами. Первый комикс был запланирован к выпуску в ноябре 2008 года. 4 декабря 2008 года О’Бэннон сказал MTV: «Есть новый персонаж, которого вы встретите в самом первом комиксе и который в конечном итоге станет значительной персоной в веб-эпизодах. Злодей или герой? Я не скажу!»
10 июня 2009 года Морин Райан из Chicago Tribune написала в Twitter: «Веб-эпизоды Farscape „всё ещё в игре“, они всё ещё в разработке, но ещё не на стадии сценария».
На Comic-Con в Сан-Диего в 2009 году Брайан Хенсон заявил, что веб-эпизоды «готовы к работе», но пока идёт процесс поиска финансирование для проекта.
На 10-й юбилейной конвенции Farscape в Лос-Анджелесе в 2009 году Брайан Хенсон снова говорил о проблемах с финансированием, а когда фанаты спросили Бена Браудера, чем они могут помочь, он ответил, что не уверен в том, что что-то можно сделать.
17 ноября 2011 года в отеле Marriott LAX в Лос-Анджелесе состоялась последняя конвенция «Final Frelling Farscape Convention».

## Мини-соды[28]
Крис Хардвик из The Nerdist Podcast объявил в марте 2012 года, что на YouTube-канале The Nerdist будут размещаться перемонтированные эпизоды Farscape в виде мини-содов. Первый мини-сод, с Беном Браудером, вышел в интернет 14 июля 2012 года.

### Комиксы
Farscape вернулся в комиксы в 2008 году благодаря партнерству между The Jim Henson Company и Boom! Studios. Три мини-сериала из 4 выпусков («The Beginning of the End of the Beginning», «Strange Detractors», и «Gone and Back») были выпущены с декабря 2008 года по июнь 2009 года, до того, как стартовала ежемесячная серия Farscape. Она состояла из 24 выпусков, основанных на четырёх сюжетных арках: «Запутанные корни» (4 выпуска), «Красное небо утром» (4 выпуска), «Компульсии» (4 выпуска) и «Война за неизведанные территории» (12 выпусков).
Помимо основной серии, BOOM! также выпустил три мини-сериала из 4 выпусков в период с апреля 2009 года по март 2010 года под названием Farscape: Uncharted Tales. Действие «Плача Д’Арго» происходило в третьем сезоне телесериала, в то время как «Испытание Д’Арго» и «Квест Д’Арго» проходили между третьим и четвёртым сезонами.
После завершения Uncharted Tales, BOOM! выпустил с апреля 2010 года по ноябрь 2010 года ещё один мини-сериал под названием Farscape: Scorpius, действие которого происходит одновременно с основной серией комиксов и заканчивается пересечением между двумя сериями.
В 2009 году была опубликована серия из 4 выпусков в твёрдом переплёте. Более поздние выпуски публиковались в формате мягкой обложки в 2011 году.

### Игры
Видеоигра «Farscape: The Game», основанная на телесериале, была создана Red Lemon Studios и выпущена в середине 2002 года для Microsoft Windows. Действие игры происходит в течение первого сезона, и включает озвучку оригинального актёрского состава телесериала. Отзывы об игре, однако, были в целом негативными, и многие рецензенты ссылались на слабую механику геймплея.
Настольная ролевая игра Farscape была выпущена Alderac Entertainment Group в 2002 году. Она основана на системе d20 и включает в себя существ, не появляющихся в телевизионной вселенной. В игре также присутствует оригинальный рассказ Кита Р. А. ДеКандидо, появляющийся в течение первого сезона сериала под названием «Десять маленьких пришельцев». Игра была номинирована на премии ENnie за лучший графический дизайн и макет и лучшую игру d20 в 2003 году.

## Продолжение
В феврале 2014 года стали появляться сообщения о разработке сценария для продолжения сериала Farscape. На конвенции WonderCon в апреле 2014 года Рокни О’Бэннон подтвердил Nerdacy что работа над продолжением Farscape ведётся, но, пока, на очень ранних стадиях. В интервью The Paley Center for Media в конце 2017 года О’Бэннон подтвердил, что работа над фильмом всё ещё продолжается.
В августе 2018 года в интервью Den of Geek Брайан Хенсон рассказал о том, что сдерживает возвращение Farscape. «Я очень стараюсь и буду продолжать стараться. Но пока это не совсем то, что надо». Он добавил: «Это один из тех случаев, когда именно мы, создатели, должны приложить максимум усилий в работе над ним. И чувствуя, что что-то не сработало в прошлый раз, есть понимание, что и сейчас ещё не всё полностью готово. А это действительно зависит от нас».

В 2018 году на Jim Henson’s Creature Shop Challenge Live! Брайан Хенсон заявил:
Интерес фанатов огромен, но его сложно продать. Но — я давно пытаюсь создать фильм, и все устали — хорошо, я устал — слышать, как я говорю, что я действительно хочу снять художественный фильм о Farscape. Я только что закончил снимать этот фильм [Игрушки для взрослых], и он действительно занимал всё моё внимание в течение 16 месяцев. Я пересматриваю Farscape, и, возможно, длина фильма слишком коротка, чтобы рассказать его историю. Так что это может означать, что я могу подумать о том, чтобы сделать что-то на телевидении вместо фильма. Что-то вроде того, что мы делаем в Лондоне прямо сейчас с «Тёмным кристаллом» [Тёмный кристалл: Эпоха сопротивления]. Таким образом, есть потенциал сделать что-то подобное и с Farscape. Честно? Я всё ещё с большим энтузиазмом отношусь к Farscape, и я пытался адаптировать его для фильма, но не уверен, что у меня это получится. 